# Дейвид Джеймс
Дейвид Бенджамин Джеймс (на английски: David Benjamin James) е бивш английски футболист от доминикански произход, вратар. Висок е 196 см.

## Кариера
Започва кариерата си в Уотфорд (89 мача), като след това преминава през тимовете на Ливърпул (214 мача), Астън Вила (67 мача), Уест Хям Юнайтед (91 мача) и Манчестър Сити (93 мача). Към август 2009 г. Джеймс е записал 111 мача за настоящия си отбор Портсмут. На 14 февруари 2009 стражът на „Помпи“ става играчът с най-много изиграни срещи в Премиършип (536), като изпреварва уелсеца Гари Спийд (535). Той е и вратарят с най-много срещи без допуснат гол в историята на Премиършип. На 22 април 2007 г. Джеймс записва 142-ра „суха“ мрежа, като изпреварва Дейвид Сиймън (141). Джеймс дебютира за националния отбор на Англия през 1997 г., като има записани 48 мача към август 2009 г. Той е участник на Световните първенства през 2002 г. в Япония и Корея и през 2006 г. в Германия, както и на Евро 2004 в Португалия.